# دانيكا وو
دانيكا وو (13 أغسطس 1992 بإدمونتون في كندا - ) هي لاعبة كرة قدم كندية في مركز الوسط. شاركت مع منتخب كندا تحت 17 سنة للسيدات لكرة القدم ‏ ومنتخب كندا تحت 20 سنة للسيدات لكرة القدم ومنتخب كندا لكرة القدم للسيدات. أما مع النوادي، فقد لعبت مع MSV Duisburg (women) ‏ وLaval Comets ‏ وHerforder SV Borussia Friedenstal ‏.

## وصلات خارجية
- دانيكا وو على موقع الاتحاد الدولي (مؤرشف)  (الإنجليزية)
- دانيكا وو على موقع قاعدة بيانات كرة القدم.إي يو (الإنجليزية)
- دانيكا وو على موقع عالم كرة القدم.نت (الإنجليزية)